# Rabenstein (Adelsgeschlecht)

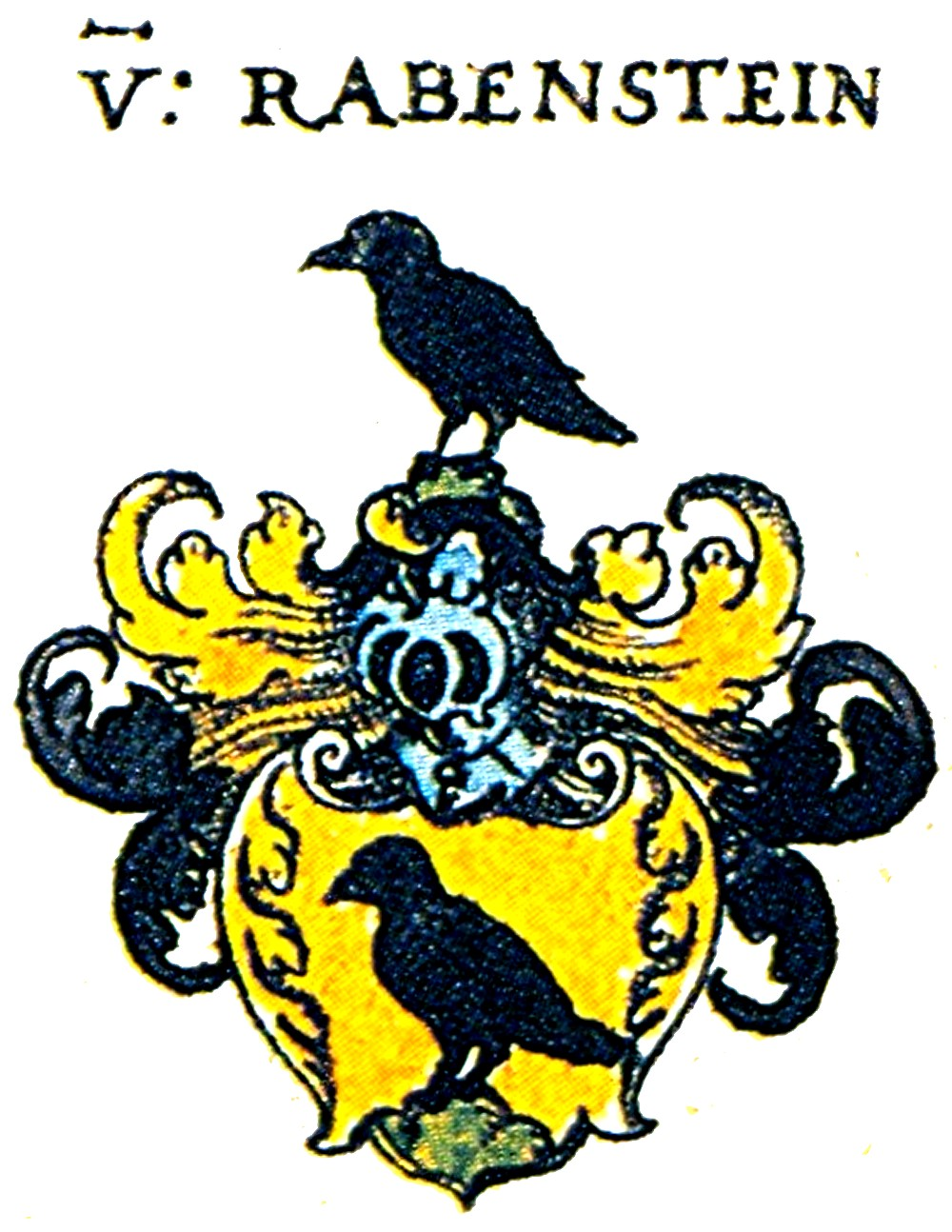
Wappen nach Siebmachers Wappenbuch von 1605

Die Familie von Rabenstein war ein Geschlecht des fränkischen Uradels, das 1742 erloschen ist.

## Herkunft und Verbreitung
Namensgebender Stammsitz ist Burg Rabenstein in der Fränkischen Schweiz. Urkundlich nachweisbar sind sie seit 1188. Die Rabensteiner waren Ministerialen der Edlen von Waischenfeld. Sie waren auch Gefolgsleute der Schlüsselberger. Wie lange sie als Burgmannen auf der Burg Rabenstein Dienst taten, ist unbekannt. Sie erbauten sich später Herrensitze in Christanz und Moschendorf. 
1557 erwarben die Herren von Rabenstein die Burg Rabenstein, ihren einst namensgebenden Einsatzort. Daniel von Rabenstein baute die Burg 1570 um. Im Dreißigjährigen Krieg wurde sie dann aber von kaiserlichen Truppen vollständig zerstört, da der Burgherr Hans Christoph von Rabenstein auf Seiten der Schweden stand. Nach dem Krieg wurden zwischen 1648 und 1728 neben dem Wirtschaftshof lediglich kleinere Gebäude wiederhergestellt. Als Teil der reichsfreien Ritterschaft gehörten die Rabensteiner dem Ritterkanton Gebürg des Fränkischen Ritterkreises an. 
1696 bis 1718 errichtete Christian Friedrich von Rabenstein das neue Schloss Adlitz. Mit dem Tod von Peter Johann Albrecht von Rabenstein starb 1742 das Geschlecht aus.

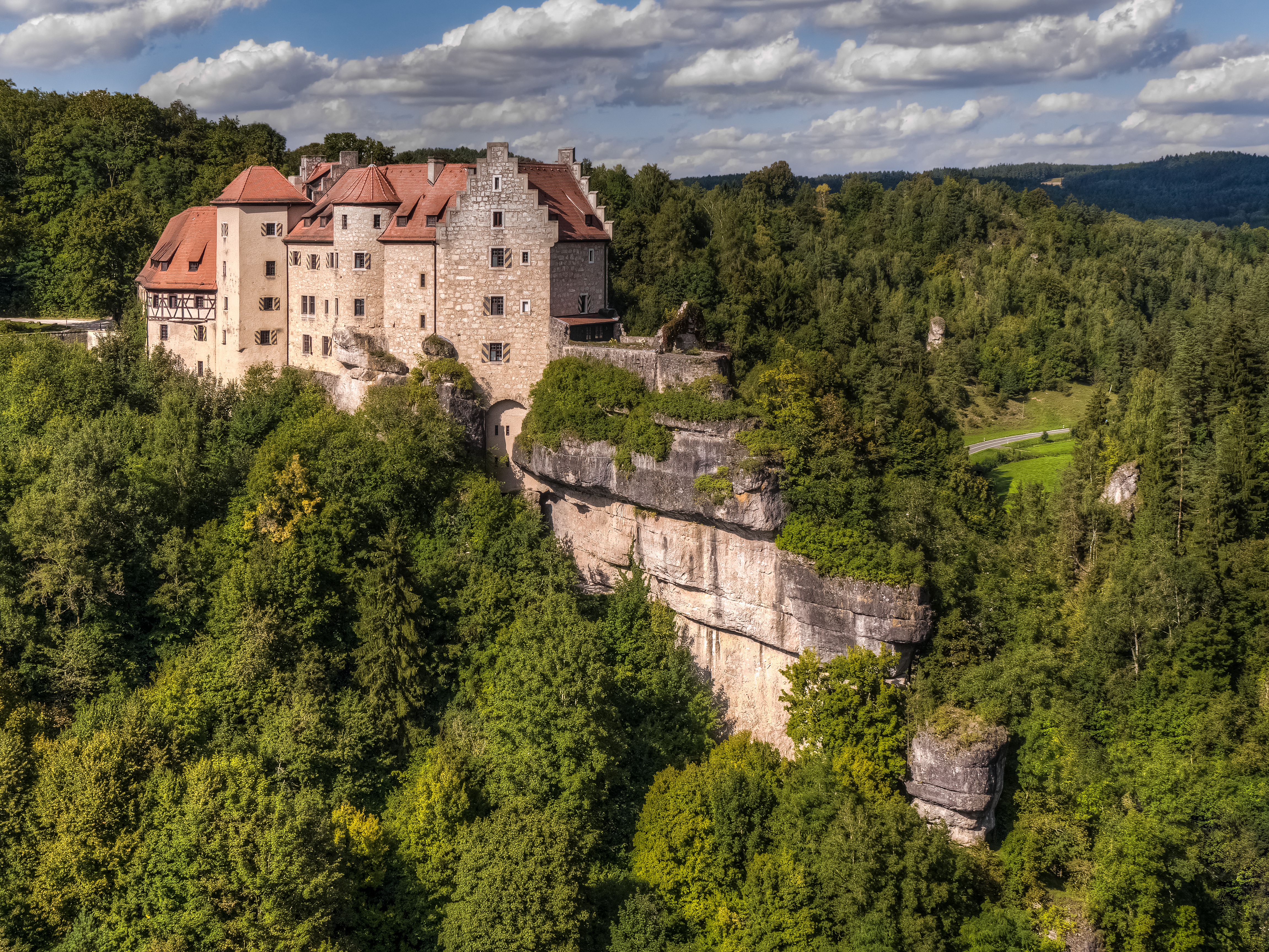
Burg Rabenstein
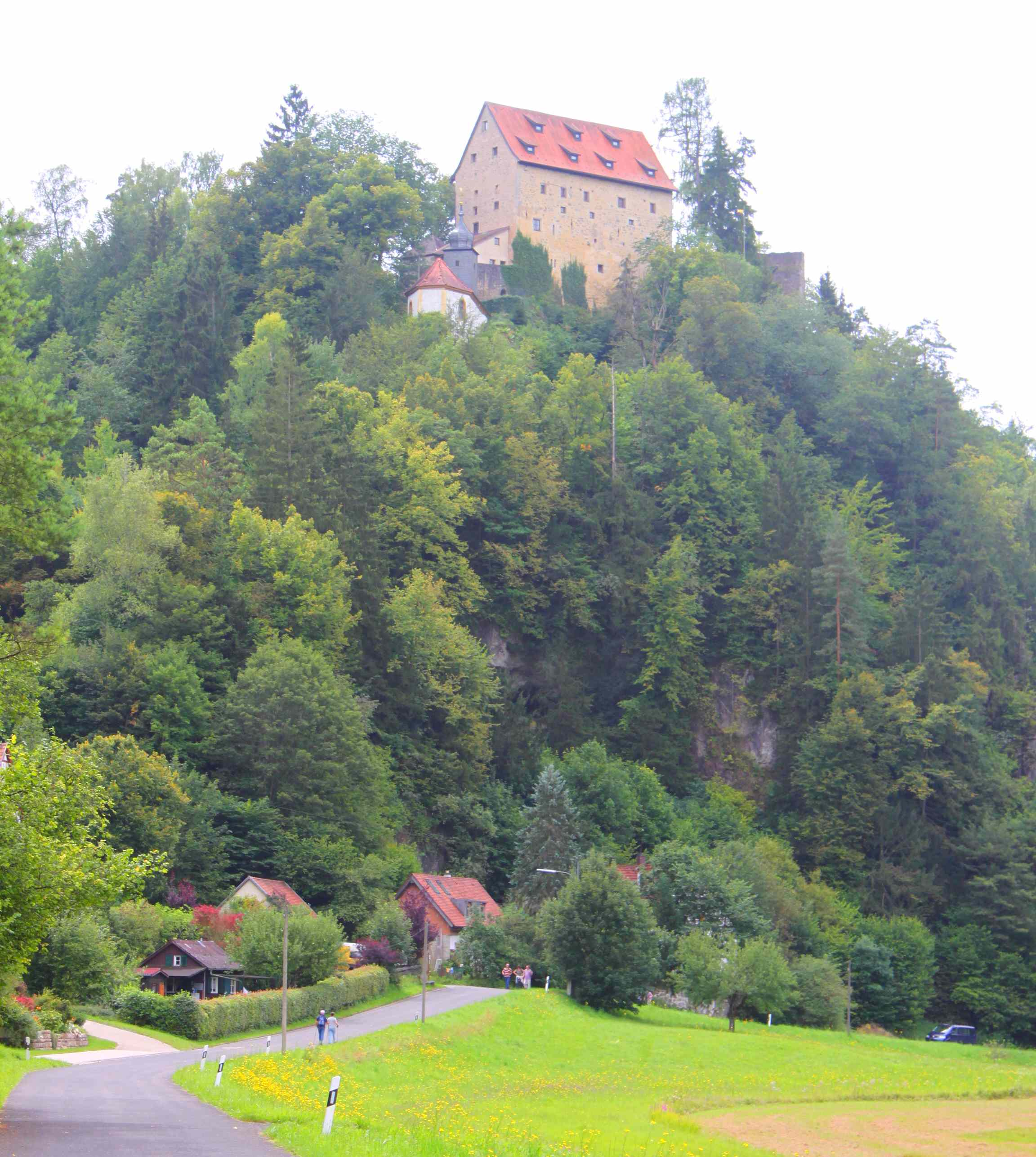
Burg Rabeneck
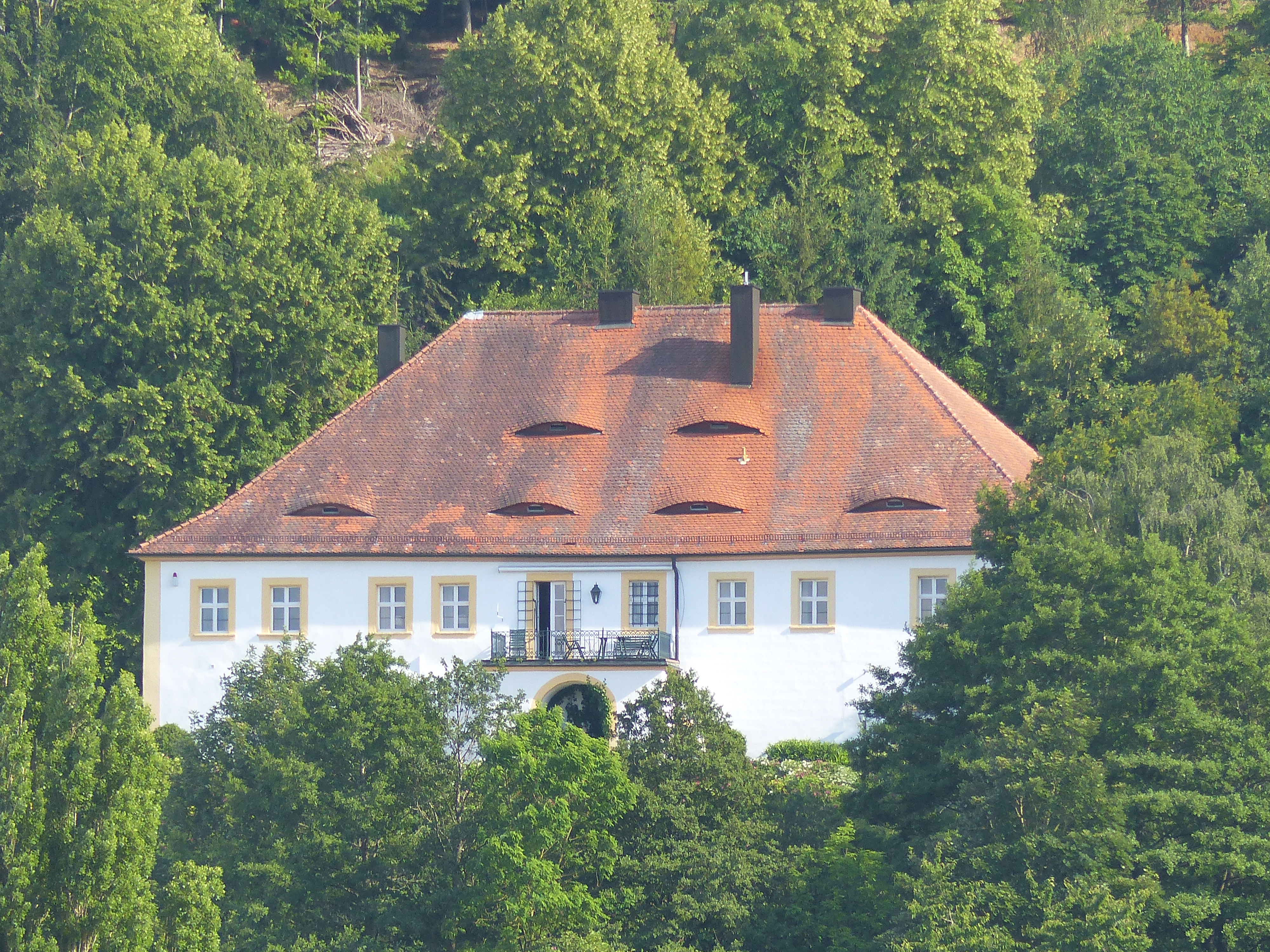
Schloss Adlitz

### Nebenlinien
Die von Rabenstein gelten als Erbauer der nahegelegenen Burg Rabeneck, die wohl vor 1200 als freieigene Burg errichtet und 1217 zum ersten Mal urkundlich erwähnt wurde. Die Herren von Rabeneck werden im 13. Jahrhundert mehrfach erwähnt, 1242 wurde Ulrich Bürger zu München und begründete dort das Patriziergeschlecht der Rabenegger. An der Burg Rabeneck erhielten die Schlüsselberger später Anteile.
Hinweise wie der Rabe im Wappen deuten darauf, dass auch die Rabensteiner von Wirsberg aus dieser Familie hervorgegangen sind.

## Wappen
Das Wappen der Familie von Rabenstein ist auf goldenem Grund ein schwarzer Rabe auf grünem Dreiberg. Die Helmdecken sind Schwarz und Gold. Die Helmzier wiederholt den Raben.

Gemeinde Ahorntal